# Glossogobius concavifrons
Glossogobius concavifrons är en fiskart som först beskrevs av Ramsay och Ogilby, 1886.  Glossogobius concavifrons ingår i släktet Glossogobius och familjen smörbultsfiskar. Inga underarter finns listade i Catalogue of Life.